# 高斯圓問題
數學中，高斯圓問題（英語：Gauss circle problem）問以原點為中心，{\displaystyle r}為半徑的圓內，有多少個整數點。答案與圓的面積相近，因此，真正的問題是如何準確地描述點數與面積的差異。問題得名自數學家卡爾·弗里德里希·高斯。

## 問題
考慮{\displaystyle \mathbb {R} ^{2}}中以原點為中心和以{\displaystyle r\geq 0}為半徑的一個圓。高斯圓問題詢問該圓中有多少個點{\displaystyle (m,n)}使{\displaystyle m}和{\displaystyle n}都是整数。由於在笛卡爾坐標系中，這個圓的方程式是{\displaystyle x^{2}+y^{2}=r^{2}}，問題等價於詢問有多少對整數{\displaystyle m}和{\displaystyle n}使得
{\displaystyle m^{2}+n^{2}\leq r^{2}.}
以{\displaystyle N(r)}表示輸入為{\displaystyle r}時的答案。以下第一行先列出{\displaystyle r}由{\displaystyle 0}至{\displaystyle 12}時，{\displaystyle N(r)}的值，第二行列出{\displaystyle \pi r^{2}}四捨五入到最接近的整數，以作比較：
1, 5, 13, 29, 49, 81, 113, 149, 197, 253, 317, 377, 441 （OEIS數列A000328）
0, 3, 13, 28, 50, 79, 113, 154, 201, 254, 314, 380, 452 （OEIS數列A075726）

## 解決方案和猜想的上下界
{\displaystyle N(r)}大概是{\displaystyle \pi r^{2}} ，半徑範圍內的區域{\displaystyle r} 。這是因為平均而言，每個單位正方形包含一個格子點。因此，圓中格子點的實際數量大約等於其面積， {\displaystyle \pi r^{2}} 。因此，應該預期
{\displaystyle N(r)=\pi r^{2}+E(r)\,}
對於某些錯誤項{\displaystyle E(r)}具有相對較小的絕對值。找到正確的上限{\displaystyle \mid E(r)\mid }因此是問題採取的形式。注意{\displaystyle r}不必是整數。後{\displaystyle N(4)=49}一個有{\displaystyle N({\sqrt {17}})=57,N({\sqrt {18}})=61,N({\sqrt {20}})=69,N(5)=81.}在這些地方{\displaystyle E(r)}之後它減少（以{\displaystyle 2\pi r} ），直到下一次增加為止。
高斯設法證明
{\displaystyle |E(r)|\leq 2{\sqrt {2}}\pi r.}
谢尔品斯基将指數改进至{\displaystyle 2/3}，以大O符号表示，即證明{\displaystyle |E(r)|=O(r^{2/3})}，约翰内斯·范德科皮特引进了他关于外尔和的估计，从而证明了指數為{\displaystyle 37/56}的結果（此數略小於{\displaystyle 2/3}）。以后不少数学家改进这一结果。中国数学家华罗庚与陈景润分别证得指數為{\displaystyle 13/20}與{\displaystyle 24/37}的上界。
下界方面，哈代和Landau分別獨立證明
{\displaystyle |E(r)|\neq o\left(r^{1/2}(\log r)^{1/4}\right),}
其中用到小o表示。據推測，正確的界線是
{\displaystyle |E(r)|=O\left(r^{1/2+\varepsilon }\right).}
設{\displaystyle E(r)\leq Cr^{t}}總成立，則關於{\displaystyle t}的最小可能值{\displaystyle t_{0}}，目前所知的結果是
{\displaystyle {\frac {1}{2}}<t_{0}\leq {\frac {131}{208}}=0.6298\ldots ,}
其中下界是1915年Hardy和Landau所證，上界於2000年由馬丁·赫克斯利证明。

## 確切形式
{\displaystyle N(r)}的值可以由幾個形式給出，例如以下取整函數表示成以下和式： 
{\displaystyle N(r)=1+4\sum _{i=0}^{\infty }\left(\left\lfloor {\frac {r^{2}}{4i+1}}\right\rfloor -\left\lfloor {\frac {r^{2}}{4i+3}}\right\rfloor \right).}
這是雅可比二平方和定理的結果，該定理來自雅可比三重積。
如果將平方和函數{\displaystyle r_{2}(n)}定義為將自然數{\displaystyle n}寫為兩個整數平方之和的方法數，則{\displaystyle r_{2}(n)/4}是一个积性函数，且可寫出較簡單的和式：
{\displaystyle N(r)=\sum _{n=0}^{r^{2}}r_{2}(n)}
Hardy首次發現了以下的最新成果： 
{\displaystyle N(x)-{\frac {r_{2}(x^{2})}{2}}=\pi x^{2}+x\sum _{n=1}^{\infty }{\frac {r_{2}(n)}{\sqrt {n}}}J_{1}(2\pi x{\sqrt {n}}),}
其中{\displaystyle J_{1}}表示第一種階數為1的貝塞爾函數。

## 概論
儘管最初的問題要求在一個圓內的整數點個數，但沒有理由不考慮其他形狀，例如圓錐形。的確，狄利克雷（Dirichlet）的除數問題是用矩形雙曲線替換圓的等價問題。同樣，可以將問題從二維擴展到更高的維度，並在球體或其他物體中求整數。關於這些問題有大量文獻。如果忽略幾何學而僅將問題視為Diophantine不等式的代數之一，則可能會增加問題中出現的指數，從平方到立方，甚至更高次方。

### 原始圓問題
另一個概括是計算互質整數解數量{\displaystyle m,n}的不等式
{\displaystyle m^{2}+n^{2}\leq r^{2}.\,}
此問題稱為原始圓問題，因為它涉及搜索原始圓問題的原始解。可以直觀地理解為在原點的歐幾里得果園中可見多少距離為r的樹木的問題。如果表示此類解決方案的數量{\displaystyle V(r)}然後的值{\displaystyle V(r)}為了{\displaystyle r}取小整數值是
0，4，8，16，32，48，72，88，120，152，192 （OEIS中的數列A175341）
使用與普通的高斯圓問題相同的方法，以及兩個整數互質的機率為{\displaystyle 6/\pi ^{2}}，容易證明
{\displaystyle V(r)={\frac {6}{\pi }}r^{2}+O(r^{1+\varepsilon }).}
與普通的圓問題一樣，原始圓問題的問題部分在於減少誤差項中的指數。如果假設黎曼猜想正確，目前最著名的指數是{\displaystyle 221/304+\varepsilon }。在不假設黎曼猜想正確的情況下，最著名的上限是
{\displaystyle V(r)={\frac {6}{\pi }}r^{2}+O(r\exp(-c(\log r)^{3/5}(\log \log r^{2})^{-1/5}))}
其中{\displaystyle c}為正常數 。 特別是，目前不假設黎曼猜想正確的情況下，對於任何{\displaystyle \varepsilon >0}，{\displaystyle 1-\varepsilon }的誤差項沒有限制。

## 外部鏈接
- 埃里克·韦斯坦因. . MathWorld.